# 凡夫
凡夫（羅馬化：pṛthag-jana），音譯必栗託仡那，又译为异生，也稱凡夫俗子、毛頭凡夫、毛道凡夫、愚夫、愚癡凡夫、小兒凡夫（羅馬化：bāla-pṛthag-jana），音譯婆羅必栗託仡那，略稱凡。佛教术语，與聖人相對，指未能证果，流转生死的一般人。

## 釋義
pṛthag義爲異的、分別的，jana是人、眾，譯爲“異生”，謂“凡夫輪迴六道，受種種別異之果報，又凡夫種種變異而生邪見造惡”。
在菩提流支、真諦、达摩笈多等僧的譯本裡，也將bāla-pṛthag-jana譯為毛道凡夫、嬰兒凡夫、嬰愚凡夫、小兒凡夫等，其中的“毛道”、“嬰兒”等稱名來自bāla，音譯爲“婆羅”，義爲年輕的、幼小的、兒童、常引申爲愚蠢、愚者的意思。

## 概述
凡夫是指妄執有我，不辯真義，沒有無漏智，流轉生死六道不能出離的眾生。《俱舍論》將有為法中非心非色的法性，稱爲凡夫性或異生性，爲凡夫的體性。因凡夫流轉六道（或五道），故稱“六凡”或“五凡”；與之相對的是證果，出離生死的聖人，有四聖者：佛陀聖者、菩薩聖者、緣覺聖者、聲聞聖者。
就行證而言，凡夫還有內凡、外凡、底下凡夫三種。俱舍宗以四善根為內凡，三賢（十住、十行、十迴向）為外凡，三賢以下為底下凡夫。大乘則以初地以前為凡夫，十住、十行、十迴向（三賢）為內凡，十信為外凡，外凡以下稱為底下凡夫。